# فيليب لولوش
فيليب لولوش (بالفرنسية: Philippe Lellouche )‏ (و. 1966 – م) هو ممثل، ومخرج سينمائي، وكاتب سيناريو، ومخرج مسرحي، وكاتب مسرحي من فرنسا . ولد في تل هشومير .

## روابط خارجية
- فيليب لولوش على موقع IMDb (الإنجليزية)
- فيليب لولوش على موقع ألو سيني (الفرنسية)
- فيليب لولوش على موقع ميوزك برينز (الإنجليزية)
- فيليب لولوش على موقع أول موفي (الإنجليزية)
- فيليب لولوش على موقع قاعدة بيانات الفيلم (الإنجليزية)
- فيليب لولوش على موقع كينوبويسك (الروسية)